# Магон III

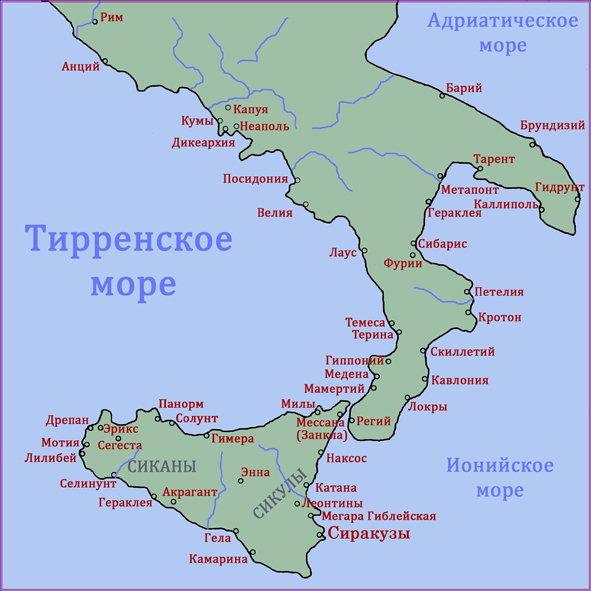
Города Сицилии и Южной Италии

Магон III — карфагенский полководец в 375—344 годах до н. э., именуемый рядом авторов царём Карфагена.

## Биография

### Личность Магона
Магоном III историки называют карфагенского полководца, действовавшего в 375 году до н. э. и в 344 году до н. э. Предполагают, что в этих двух войнах против Сиракуз действовал один и тот же полководец, но в источниках об этом прямо не сказано. Отцом полководца 375 года до н. э. был Магон, именуемый Магоном II. Предполагается, что они принадлежали к династии Магонидов. Однако известно, что Магониды были в то время оттеснены от власти противниками, возглавляемыми Ганноном. В 344 году до н. э. Ганнон после ряда военных неудач был заменен на некого Магона, которого некоторые источники отождествляют с Магоном III.

### Война с Дионисием Старшим
Отец Магона III — Магон II, был суффетом (правителем) Карфагена и возглавлял войска в войне с Дионисием Старшим.
В битве при Кабале в 375 году до н. э. карфагеняне были разбиты Дионисием, более десяти тысяч воинов было убито и более пяти тысяч попало в плен. Карфагеняне вместе с Магоном II отступили на хорошо укрепленный, но лишенный воды холм. В новой схватке Магон II погиб. После его гибели карфагеняне запросили мира, но Дионисий потребовал уйти из всех городов Сицилии и оплатить военные расходы. Карфагеняне, сочтя ответ грубым и высокомерным, пошли на хитрость. Сделав вид, что согласны, они попросили Дионисия о перемирии на несколько дней, чтобы они могли обсудить этот вопрос о передаче городов с правительством. Дионисий согласился. Карфагеняне, устроив Магону II великолепные похороны, передали командование армией его сыну Магону III. Тот, используя весь период перемирия — муштруя и обучая карфагенские войска, сумел получить умелую и послушную армию. После истечения перемирия произошло сражение при Кронии, в котором греки Дионисия были разбиты. Греческий полководец Лептин, командовавший одним из крыльев сиракузцев, погиб. После его гибели карфагеняне обратили греков в бегство.
По словам Диодора Сицилийского, «убитых сицилийских греков было найдено более четырнадцати тысяч». После победы в сражении карфагеняне отступили в Панорм.
Мир 371 года оказался более выгодным для Карфагена, чем предыдущий. Дионисий Старший обязался выплатить 1000 талантов. Владения Карфагена расширились до рек Галик и Гимер. Карфаген получил контроль над городами Селинунт, Гераклея, Акрагант, Гимера, Термы.
В 368 году до н. э. на территории Сицилии началась новая война между Сиракузами Дионисия Старшего и Карфагеном. После эпидемии Карфаген вновь ослаб. От него отпали ливийцы и сардинцы, и началась новая борьба за власть. В результате этой борьбы, по мнению ученых, от власти были оттеснены Магониды. Власть перешла к Ганнону. Против него выступил Суниат (Сунийатон). Проиграв в открытой борьбе Ганнону, он выдал Дионисию военные секреты карфагенян. Дионисий, пользуясь смутой в Карфагене, вновь пытался выбить карфагенян из Сицилии. Его войска захватили гору Эрикс, взяв город Селинунт, и осадили Лилибей. Но карфагеняне, «снарядив 200 кораблей», разбили сиракузцев в морской битве при Эриксе. Все это, а также смерть Дионисия, привело к тому, что по миру 367 года граница была восстановлена.

### Война с Тимолеонтом
В 345 году до н. э. держава Дионисия Младшего распалась окончательно. Правящий в Леонтинах Гикет заключил союз с Карфагеном. Карфагеняне планировали взять контроль над островом и сделать Гикета правителем Сиракуз. На помощь Гикету отправили Ганнона. Союзники смогли завладеть Сиракузами, кроме острова Ортигии, удерживаемого Дионисием Младшим. Но Ганнон не смог помешать высадке призванного греками Тимолеонта. Карфагеняне дали Ганнону другое задание, заменив его представителем другой партии — Магоном. Тимолеонт добился от Дионисия сдачи ему островной части Смиракуз. Гикет призвал военачальника Магона со всем флотом. Тот прибыл на сто пятидесяти кораблях во главе войска из пятидесяти — шестидесяти тысяч пехотинцев и высадился в городе.
Греки, удерживавшие крепость на острове, испытывали нужду в съестных припасах и терпели лишения от постоянных атак карфагенян. Так как Тимолеонт снабжал осаждающих из Катаны, Магон и Гикет решили взять этот город. Выбрав лучших воинов, они отправили их на Катану. Тем временем военачальник осажденных — Неон заметил, что осаждающие несут свою службу лениво и небрежно. Он, ударив по осаждающим, обратил их в бегство и захватил Ахрадину ещё одну часть города Сиракуз. Обнаружив там большие запасы хлеба и богатую казну, Неон, укрепив стену вокруг Ахрадины, расставил повсюду свои караулы. Магон и Гикет уже приближались к Катане, когда их догнал вестник и сообщил о взятии Ахрадины. Они поспешили обратно.
Тем временем италийские греки смогли воспользоваться ошибкой Ганнона и переправились на остров:

Коринфяне в Фуриях отчасти из страха перед карфагенским флотом, который, под командою Ганнона, их подстерегал, отчасти из-за морских бурь, длившихся уже много дней, приняли решение продолжить путь сушею, через Бруттий, и, воздействуя на варваров где убеждением, а где и силою, благополучно достигли Регия. Непогода продолжала свирепствовать, и Ганнон, который не ждал от коринфян решительных действий и полагал, что медлит понапрасну, в полной уверенности, что измыслил тонкий и хитроумный обман, приказал матросам надеть венки, украсил триеры греческими щитами и пурпурными тканями и поплыл к Сиракузам. Проходя мимо крепости, он, чтобы нагнать уныние на осажденных, велел своим людям бить веслами по воде, хлопать в ладоши и кричать, что, мол, они разбили и одолели коринфян, захватив их в море во время переправы. Но пока он разыгрывал эту вздорную игру, коринфяне, прибывшие из Бруттия в Регий, видя, что пролив никто не охраняет, а что ветер внезапно упал и волнение совсем улеглось, быстро погрузились на плоты и рыбачьи челноки, оказавшиеся под рукой, и направились к сицилийскому берегу; насколько безопасным было их плавание и какая стояла тишь, можно судить по тому, что кони, повинуясь поводу, плыли рядом с судами.— Плутарх. Сравнительные жизнеописания. Тимолеонт. 19
После того как отряды греков подошли к Сиракузам, на помощь Тимолеонту стали приходить и сицилийские греки. Магон, опасаясь за надежность греческих наёмников осаждавших Сиракузы, вопреки уговорам Гикета уплыл в Африку. По словам Плутарха, Магон покончил жизнь самоубийством, но карфагеняне, разъяренные его неудачными действиями в Сицилии, распяли на кресте его труп. После этого Тимолеонт смог выгнать противника из Сиракуз.
Военачальником карфагенян в Сицилии стал Ганнон Великий I.